# Новое шоу Дятла Вуди
«Новое шоу Дятла Вуди» (англ. The New Woody Woodpecker Show) — американский комедийный мультсериал о Дятле Вуди.
Режиссёрами первых тринадцати эпизодов стали известные мультипликаторы Боб Жакс и Алан Заслов, после единственным режиссёром остался Заслов. Мультфильм был создан на студий Universal Cartoon Studios. Сериал является неформальным продолжением и обновлённой версией «Шоу Дятла Вуди», транслировавшегося в пятидесятые годы прошлого столетия. Каждый выпуск был разделен на несколько частей, в которых показывались, помимо Вуди, истории таких персонажей как, например, Чилли Вилли.

## Персонажи
- Дятел Вуди — главный персонаж. Проживает на дереве в обустроенном домике в пригороде. В сериале очень часто изображён как лодырь, пытающийся получить все на блюдечке. Порой из-за этого влипает в истории и ввязывается в конфликты, из которых, однако, виртуозно умеет выйти победителем. Однако, здесь Вуди, пожалуй, куда более положительный герой, чем в старых мультфильмах; в сериале никогда не было показано, чтобы он стучал клювом, да и побеждает он тех, кто хочет ему насолить, не так садистски.
- Гриф Базз Баззард (Канюк) — злобный стервятник, мошенник, заклятый враг Вуди.
- Твики (Канючик) — помощник Базза Баззарда, мошенник. Возможно, является его сыном.
- Морж Уолли Уолрус — ворчливый сосед Вуди.
- Миссис Миани Гнусси — ещё одна соседка Вуди, с которым они часто конфликтуют, именно на ее участке растёт дерево, на котором живёт дятел.
- Дятел Винни Долгоклювка — лучшая подруга Вуди. В некоторых сериях именно она является центральным персонажем.
- Волдырь и Заноза — шаловливые птенцы-племянники Вуди. В некоторых сериях именно они являются центральными персонажами.
- Чилли Вилли — молчаливый пингвин из Антарктики.
- Смедли — пёс, основной враг Чилли Вилли.
- Макси — полярный медведь, один из врагов Чилли Вилли.
- Сержант Гоуш — пёс, периодический противник Чилли Вилли. В нескольких эпизодах заменяет Смедли и медведя Макси.
- Габби Гатор — прожорливый аллигатор, противник Дятла Вуди. Живёт в старой хижине на болоте.

## В ролях
- Билли Уэст — Дятел Вуди, Морж Уолли, Смелди
- Марк Хэмилл — Базз Баззард
- Андреа Мартин — Миссис Миани
- Б.Дж. Уорд — Винни Долгоклювка
- Элизабет Дэйли — Волдырь
- Ника Футтерман — Заноза
- Кевин Майкл Ричардсон — майор Булл
- Роб Полсен — сержант Хогваш
- Блейк Кларк — полярный медведь Макси

## Список серий
| Сезон | Сезон | Серии | Период трансляции         | Период трансляции         |
| Сезон | Сезон | Серии | Премьера                  | Финал                     |
| ----- | ----- | ----- | ------------------------- | ------------------------- |
|       | 1     | 23    | 8 мая 1999                | 25 декабря 1999           |
|       | 2     | 17    | 2 сентября 2000           | 23 декабря 2000           |
|       | 3     | 13    | 4 мая 2002                | 27 июля 2002              |
| Всего | Всего | 53    | 8 мая 1999 — 27 июля 2002 | 8 мая 1999 — 27 июля 2002 |

### 1 сезон (1999)
| № серии | Название | Премьера |
| ------- | -------- | -------- |

### 2 сезон (2000)
| № серии | Название | Премьера |
| ------- | -------- | -------- |

### 3 сезон (2002)
| № серии | Название | Премьера |
| ------- | -------- | -------- |

## Показ сериала
Премьера сериала состоялась на американском телеканале Fox Kids 8 мая 1999 года, там же транслировался вплоть до момента закрытия в 2002 году.
В России этот мультсериал транслировался на СТС.